# Toxorhina infumipennis
Toxorhina infumipennis är en tvåvingeart som beskrevs av Alexander 1942. Toxorhina infumipennis ingår i släktet Toxorhina och familjen småharkrankar.
Artens utbredningsområde är Dominica. Inga underarter finns listade i Catalogue of Life.